# Дэвис, Джереми (хоккеист)
Дже́реми Дэ́вис (фр. Jérémy Davies; 4 декабря 1996, Сент-Анн-де-Бельвю, Квебек, Канада) — канадский хоккеист, защитник системы клуба «Оттава Сенаторз».

## Клубная карьера

### Юниорская карьера
С 2011 по 2014 год выступал за клубы из Лак-Сен-Луи. Сезон 2014/15 начал в клубе хоккейной лиги США «Уотерлу Блэк Хокс», набрав в 11 матчах 4 (1+3) очка, после чего был обменян в «Блумингтон Тандер». За «Блумингтон Тандер» провёл полтора сезона, а именно 103 игры с 69 набранными очками в регулярном сезоне, а также 8 игр в плей-офф с 6 (0+6) очками соответственно. С 2016 по 2019 год Дэвис выступал за команду Северо-Восточного университета «Норт-Истерн Хаскиз» . За Северо-Восточный университет провёл 111 встреч, в которых набрал 94 (22+74) очка.

### Профессиональная карьера
На драфте НХЛ 2016 года был выбран в 7-м раунде под общим 192-м номером командой «Нью-Джерси Девилз». 3 апреля 2019 года Дэвис подписал с «Нью-Джерси Девилз» двухлетний контракт новичка, однако сыграть за клуб из Ньюарка ему было не суждено.
23 июня 2019 года Дэвис стал частью сделки-блокбастера, он был обменян вместе с защитником Стивеном Сантини и двумя драфт-пиками второго раунда 2019 и 2020 годов в «Нэшвилл Предаторз» на защитника Пи-Кея Суббана.
Сезон 2019/20 Джереми полностью провёл в фарм-клубе «Предаторз» в АХЛ — «Милуоки Эдмиралс», проведя за них 62 встречи, в которых он набрал 28 (4+24) очков.
Перед сезоном 2020/21 он присоединился к тренировочному лагерю «хищников», однако не смог там закрепиться и был отправлен в клуб АХЛ «Чикаго Вулвз», так как «Милуоки Эдмиралс» приняли решение пропустить сезон 2020/21 из-за последствий коронавируса. После впечатляющего старта, где Дэвис набрал 9 (0+9) очков в 9 матчах за «Вулвз», он был вызван в основную команду. «Предаторз» испытывали нехватку игроков из-за травм ведущих защитников: Райана Эллиса и Романа Йоси, выбывших на несколько недель из-за травм верхней части тела. 9 марта 2021 года Дэвис провёл свой первый матч в НХЛ в игре против «Каролины Харрикейнс», появившись во второй паре вместе с Александром Каррье и не набрав очков за 16 смен общей продолжительностью чуть более 14 минут.
По окончании сезона 2020/21 подписал новое двухстороннее соглашение с «Нэшвилл Предаторз» на 1 год на общую сумму $ 750 тыс.

## Международная карьера
В 2017 году представлял сборную Канаду по хоккею с шайбой на кубке Шпенглера и стал победителем турнира, набрав 1 очко в 4 матчах.